# Hinulugang-Taktak-Nationalpark

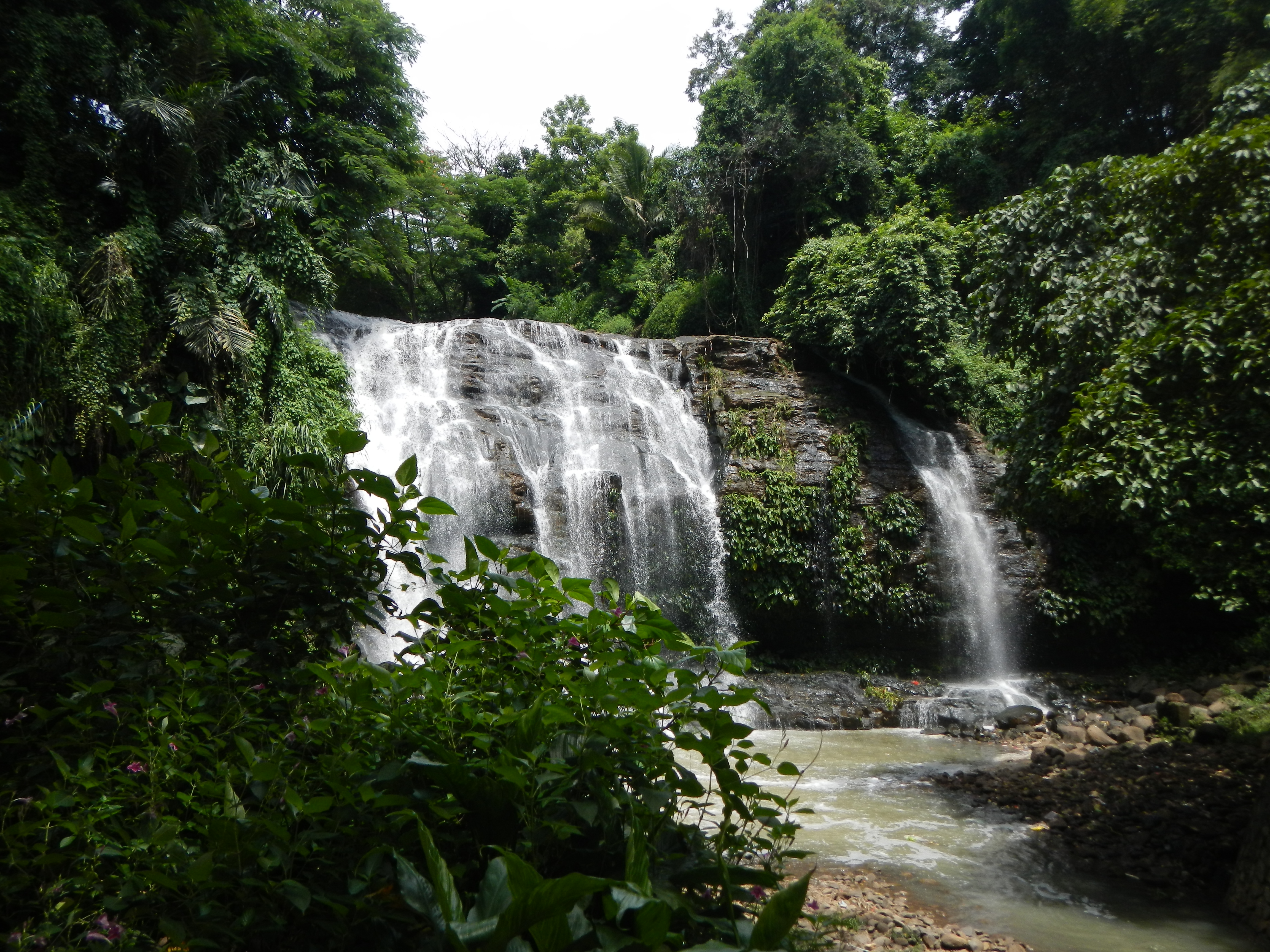
Wasserfall im Hinulugang-Taktak-Nationalpark, 2013

Der Hinulugang-Taktak-Nationalpark liegt auf der Insel Luzon, Philippinen. Er wurde 1980 auf einer Fläche von 3,34 km² in der Provinz Rizal auf dem Gemeindegebiet von Antipolo City eingerichtet. Benannt wurde er nach dem Hinulugang-Taktak-Wasserfall, der im Zentrum des Parks liegt. Dieser hat eine Fallhöhe von zwölf Metern und eine Breite von ca. 15 Metern. Seit dem 17. November 2000 wird der Nationalpark gemäß den Richtlinien des NIPAS-Gesetzes als Hinulugang Taktak Protected Landscape ausgewiesen.
Der Nationalpark liegt ca. 24 km östlich von Manila in den westlichen Ausläufern der Sierra Madre. Der Name Hinulugang Taktak bedeutet wo die Glocke fallengelassen wurde, dieses geht auf eine Legende aus dem 17. Jahrhundert zurück, in der die Einwohner von Antipolo von einer Kirchenglocke, die harte, unerträglich laute Geräusche erzeugte, belästigt wurden. Sie forderten vom örtliche Pfarrer die Glocke zu entfernen. Der Pfarrer entfernte daraufhin die Glocke und warf sie in den nahen Fluss.

## Quelle
- Der Nationalpark auf pinoymountaineer.com
- Der Nationalpark auf der Seite des PAWB
- Hinulugan Taktak Protected Landscape in der World Database on Protected Areas (englisch)